# Clusier de Grisebach
Espèce
Classification phylogénétique
Le Clusier de Grisebach, Clusia clusioides, est une espèce de plantes à fleurs dicotylédones de la famille des Clusiaceae.
C'est un arbre à feuillage persistant pouvant atteindre 15 m de hauteur, aux feuilles opposées, oblongues, de 5 à 13 cm de longueur sur 4 à 10 de large, aux fleurs jaune à jaune verdâtre. Le fruit est une capsule globuleuse de 1,5 cm de diamètre.
On le trouve dans les Caraïbes, au Costa Rica et en Colombie.

## Synonymes
- Clusia grisebrachiana
- Clusia krugiana